# Seddon Park
Das Seddon Park (früher Trust Bank Park, WestpacTrust Park und Westpac Park) ist ein Cricketstadion in Hamilton, Neuseeland das 1950 eröffnet wurde.  Das Stadion ist Austragungsort für internationale Test Matches und One-Day Internationals.

## Kapazität & Infrastruktur
Das Stadion hat eine Kapazität von 10.000 Plätzen. Es besitzt eine Flutlichtanlage und wurde im Jahr 2014 renoviert. Die beiden Enden des Pitches tragen die Namen Members End und City End.

## Internationales Cricket
Internationales Cricket wird in dem Stadion seit 1981 gespielt, als das erste ODI zwischen Neuseeland und Indien dort ausgetragen wurde. Das erste Testmatch folgte 1991 zwischen Neuseeland und Sri Lanka. Seitdem dient es als regelmäßiger Austragungsort für Heimspiele der neuseeländischen Nationalmannschaft. Beim Cricket World Cup 1992 war das Stadion Austragungsort von zwei Vorrundenspielen, bei der Ausgabe 2015 folgten drei weitere.

## Nationales Cricket
Seit deren Gründung zur Saison 1956/57, dient das Stadion als Heimstätte des Northern Districts Cricket Teams.